# تاجیمی، گیفو
تاجیمی در استان گیفو در کشور ژاپن  واقع شده‌است  که دارای جمعیت ۱۱۴٬۸۶۶ نفر و مساحت ۹۱٫۲۴ کیلومتر مربع با تراکم جمعیت ۱٬۲۵۹  نفر در کیلومترمربع است و در تاریخ ۱ اوت ۱۹۴۰ به عنوان شهر شناخته شد.